# Swislatsch (Bjaresina)
Die Swislatsch (belarussisch Свіслач [ˈɕvisɫaʧ], Ausspracheⓘ; russisch Сви́слочь, Swislotsch) ist ein 327 Kilometer langer Fluss in Belarus.

## Verlauf
Sie entspringt im Belarussischen Höhenrücken nordwestlich der Hauptstadt Minsk. Von ihrer Quelle im Rajon Waloschyn in der Minskaja Woblasz fließt die Swislatsch vorwiegend in Richtung Südosten und speist kurz vor Minsk den Saslaujer Stausee, der auch als „Minsker Meer“ bezeichnet wird und der größte Stausee des Landes ist. Wenige Kilometer flussabwärts durchquert sie die Minsker Innenstadt, wo sie ebenfalls aufgestaut wird. Hier werden ihre Ufer von ausgedehnten Parkanlagen (z. B. Janka-Kupala-Park, Gorkipark, Puschkingarten) und repräsentativen Gebäuden (Sportpalast, Belarussischer Staatszirkus) gesäumt. Auf der Träneninsel im Stadtzentrum befindet sich ein Denkmal für die Gefallenen des Afghanistankrieges.
Später erreicht sie die Mahiljouskaja Woblasz und mündet dort nahe dem Ort Swislatsch nördlich von Babrujsk von rechts in die Bjaresina. Bei Assipowitschy wird die Swislatsch aufgestaut. Sie ist – abgesehen von kleineren Booten – nicht schiffbar.